# A18 (Polen)
De A18 of Autostrada 18 is een autosnelweg in Polen, die loopt vanaf de Duitse grens in de plaats Olszyna naar de aansluiting op de A4 ter hoogte van de plaats Krzyżowa.

## Geschiedenis
De autosnelweg werd tussen 1936 en 1938 gebouwd als onderdeel van de Reichsautobahn tussen Berlijn en Breslau, het tegenwoordige Wrocław. De zuidelijke helft werd wel aangelegd. Voor de noordelijke rijbaan werd ruimte gereserveerd.
De noordelijke rijbaan, richting Duitsland, is uiteindelijk tussen 2004 en 2006 aangelegd.
De zuidelijke weghelft, richting Wrocław, had nog het originele wegdek uit de jaren 30 van de 20ste eeuw, bestaande uit betonplaten. Op 13 oktober 2023 was de aanleg en renovatie van A18 volledig afgewerkt.
A1 · A2 · A4 · A6 · A8 · A18 · A50
S1 · S2 · S3 · S5 · S6 · S7 · S8 · S10 · S11 · S12 · S14 · S16 · S17 · S19 · S22 · S50 · S51 · S52 · S61 · S74 · S79 · S86